# Дрогобицька обласна рада депутатів трудящих I скликання
Дрогобицька обласна рада депутатів трудящих першого скликання — представничий орган Дрогобицької області 1940—1947 років.
Нижче наведено список депутатів Дрогобицької обласної ради 1-го скликання, обраних 15 грудня 1940 року. Всього до Дрогобицької обласної ради 1-го скликання було обрано 76 депутатів. До складу обласної ради обрано 58 чоловіків та 18 жінок. За соціальним статусом: 23 робітників, 27 селян і 26 представників інтелігенції. За партійною приналежністю: 42 членів ВКП(б) і 34 безпартійних. За національністю: 62 українці, 8 росіян, 5 поляків і 1 єврей.
| Прізвище, ім'я, по-батькові              | Місто чи район             | Виборчий округ                | Посада                                                                         | Примітки |
| ---------------------------------------- | -------------------------- | ----------------------------- | ------------------------------------------------------------------------------ | -------- |
| Авраменко Михайло Олексійович            | Дрогобицький район         | Лішнянський № 1               | голова Дрогобицького райвиконкому                                              |          |
| Антіпов Олексій Семенович                | Судово-Вишнянський район   | Судово-Вишнянський № 43       | начальник обласної Робітничо-Селянської міліції НКВС Дрогобицької області      |          |
| Астапенко Олександр Гаврилович           | Старо-Самбірський район    | Старо-Самбірський № 4         | 1-й заступник голови Дрогобицького облвиконкому                                |          |
| Барабаш Дмитро Корнилович                | Висоцьківський район       | Боринський № 61               | Дрогобицький обласний військовий комісар                                       |          |
| Барчина (Баріч) Анастасія Трохимівна     | Ново-Стрілиський район     | Бориничський № 56             | голова сільради села Острів Ново-Стрілиського р-ну                             |          |
| Бесараб Василь Андрійович                | місто Перемишль            | Перемишльський № 73           | голова Перемишльської міської ради                                             |          |
| Білас Михайло Іванович                   | Самбірський район          | Баранчицький № 10             | голова колгоспу імені 8 Березня села Викоти Самбірського р-ну                  |          |
| Богоніс Іван Федорович                   | Рудківський район          | Рудківський другий № 26       | заступник голови Рудківського райвиконкому                                     |          |
| Бурушкін Микола Миколайович              | Сколевський район          | Сколевський № 18              | 1-й секретар Дрогобицького обкому ВЛКСМ                                        |          |
| Вавшкевич Казимір Станіславович          | місто Стрий                | Стрийський № 67               | машиніст депо залізничної станції Стрий                                        |          |
| Вайда Ганна Василівна                    | Жидечувський район         | Жидечувський № 12             | колгоспниця колгоспу імені 8 Березня села Лівчиці Жидечувського р-ну           |          |
| Власов Андрій Андрійович                 | місто Перемишль            | Перемишльський особливий № 75 | командир 99-ї стрілецької дивізії, генерал-майор                               |          |
| Ганущак Микола Іванович                  | Комарнівський район        | Підзвіринецький № 58          | голова сільради села Колодруби Комарнівського р-ну                             |          |
| Герасименко Єгор Васильович              | Старо-Самбірський район    | Фельштинський № 5             | редактор Дрогобицької обласної газети «Більшовицька правда»                    |          |
| Гнатківська Ганна Гнатівна               | Стрийський район           | Лисятичський № 17             | учителька, директор початкової школи села Луг-Лисятицький Стрийського р-ну     |          |
| Гордеєв Іван Іларіонович                 | Турківський район          | Вовчанський № 31              | голова Турківського райвиконкому                                               |          |
| Горик Ганна Федорівна                    | Стрілківський район        | Стрілківський № 41            | фінансовий агент села Нанчілка-Велика Стрілківського р-ну                      |          |
| Гребенник Петро Максимович               | Дрогобицький район         | Болехівський № 2              | 2-й секретар Дрогобицького міськкому КП(б)У                                    |          |
| Гриньків Настя Іванівна                  | Меденичський район         | Грушівський № 38              | колгоспниця колгоспу імені Сталіна села Ріпчиці Меденичського р-ну             |          |
| Євдокименко Мусій Степанович             | Медикський район           | Медикський № 29               | голова Медикського райвиконкому                                                |          |
| Желткевич Микола Михайлович              | Комарнівський район        | Комарнівський № 57            | завідувач Дрогобицького обласного фінансового відділу                          |          |
| Загородний Олексій Григорович            | Самбірський район          | Самбірський № 11              | 2-й секретар Дрогобицького обкому КП(б)У                                       |          |
| Заїка Павло Вікторович                   | Миколаївський район        | Миколаївський № 35            | 3-й секретар Дрогобицького обкому КП(б)У                                       |          |
| Заланський Костянтин Захарович           | місто Стрий                | Стрийський № 66               | голова Стрийської міської ради                                                 |          |
| Зачепа Іван Іванович                     | Рудківський район          | Рудківський перший № 25       | начальник Дрогобицького обласного управління НКВС                              |          |
| Калита Микола Іванович                   | Добромильський район       | Войтковський № 9              | колгоспник села Юречково Добромильського р-ну                                  |          |
| Калюжний Микола Назарович                | Дублянський район          | Карналовичський № 51          | голова планової комісії Дрогобицького облвиконкому                             |          |
| Карпенко Іван Федорович                  | Підбужський район          | Новокропивницький № 24        | голова Дрогобицького обласного суду                                            |          |
| Кирилов Микола Кузьмич                   | Стрілківський район        | Мшанецький № 42               | командир 13-го стрілецького корпусу, генерал-майор                             |          |
| Коваль Кася Михайлівна                   | Турківський район          | Ісаївський № 32               | колгоспниця колгоспу імені Леніна села Явора Турківського р-ну                 |          |
| Кожушаник Марія Іванівна                 | Дублянський район          | Дублянський № 50              | голова сільради села Озимина-Велика Дублянського р-ну                          |          |
| Конопельський Федір Миколайович          | Устрико-Дольнівський район | Устрико-Дольнівський № 33     | голова сільради села Рівня Устрико-Дольнівського р-ну                          |          |
| Корівчак Марія Теодорівна                | Хирівський район           | Хирівський № 54               | заступник голови сільради села Коростенко Хирівського р-ну                     |          |
| Кравець Василь Гаврилович                | Мостиський район           | Мостиський № 39               | завідувач Дрогобицького обласного відділу народної освіти                      |          |
| Кравчук Іван Юрійович                    | Ново-Стрілиський район     | Ново-Стрілиський № 55         | завідувач Дрогобицького обласного відділу комунального господарства            |          |
| Кравчук Матвій Прохорович                | місто Дрогобич             | Дрогобицький № 64             | голова Дрогобицького обкому профспілки нафтовиків                              |          |
| Кривенко Олександр Мусійович             | Бірчанський район          | Ліщаво-Долішнянський № 47     | голова Бірчанського райвиконкому                                               |          |
| Кригін Павло Львович                     | Меденичський район         | Меденичський № 37             | прокурор Дрогобицької області                                                  |          |
| Кудиш Селег Ісаакович                    | Лавочнянський район        | Славський № 21                | лікар Лавочнянської районної лікарні села Славсько                             |          |
| Левченко Антон Сидорович                 | Мостиський район           | Черневецький № 40             | голова Мостиського райвиконкому                                                |          |
| Леженко Данило Дмитрович                 | Добромильський район       | Добромильський № 7            | голова Дрогобицького облвиконкому                                              |          |
| Литвяк Юхим Миколайович                  | Лісківський район          | Лісківський № 48              | секретар Дрогобицького облвиконкому                                            |          |
| Лісняк Іван Йосипович                    | Лісківський район          | Тиряво-Волоський № 49         | нафтовик 1-го нафтопромислу села Ваньково-Ропеньки Лісківського р-ну           |          |
| Літінський Андрій Франкович              | Бірчанський район          | Явірник-Руський № 46          | селянин села Борівниця Бірчанського р-ну                                       |          |
| Луцик Марія Федорівна                    | Сколевський район          | Любінецький № 19              | селянка села Любінці Сколівського р-ну                                         |          |
| Манчуковська Яніна(Іванна) Станіславівна | Перемишльський район       | Пікуличський № 53             | вчителька школи села Горохівці Перемишльського р-ну                            |          |
| Марсін Олександр Федорович               | місто Борислав             | Бориславський № 71            | секретар Дрогобицького обкому КП(б)У по кадрах                                 |          |
| Махоньков Олександр Якович               | Лавочнянський район        | Тухольський № 22              | начальник 94-го прикордонного загону Західного округу прикордонних військ НКВС |          |
| Машталер Ганна Василівна                 | Старо-Самбірський район    | Сусідовичський № 6            | доярка колгоспу імені Сталіна села Чаплі Старо-Самбірського р-ну               |          |
| Мелешко Петро Петрович                   | Миколаївський район        | Роздольський № 36             | голова сільради села Київець Миколаївського р-ну                               |          |
| Михалко Федір Іванович                   | Висоцьківський район       | Висоцько-Вижний № 62          | селянин села Бітля Висоцьківського р-ну                                        |          |
| Олексовська Наталія Миколаївна           | Дрогобицький район         | Трускавецький № 3             | трактористка колгоспу імені Молотова села Ясениця-Сільна Дрогобицького р-ну    |          |
| Опанащенко Іван Ілліч                    | Перемишльський район       | Нижанковичський № 52          | голова Перемишльського райвиконкому                                            |          |
| Осідач Константина Анівна                | Крукеничський район        | Гусаківський № 28             | селянка села Мишлятичі Крукеничського р-ну                                     |          |
| Певко Андрій Дмитрович                   | Устрико-Дольнівський район | Чорновський № 34              | 1-й секретар Устрико-Дольнівського райкому КП(б)У                              |          |
| Петровський Євген Денисович              | Добромильський район       | Риботичський № 8              | голова Добромильського райвиконкому                                            |          |
| Побідінська Гонората Гнатівна            | місто Перемишль            | Перемишльський № 74           | директор Перемишльського заводу імені Чкалова                                  |          |
| Повар Олександр Євдокимович              | Сколевський район          | Синевидсько-Вижнянський № 20  | голова Сколевського райвиконкому                                               |          |
| Попіначенко Іполіт Кіндратович           | місто Дрогобич             | Дрогобицький № 63             | голова Дрогобицької міської ради                                               |          |
| Прокурат Марія Іванівна                  | Судово-Вишнянський район   | Дидятичський № 44             | селянка села Дидятичі Судово-Вишнянського р-ну                                 |          |
| Рябишев Дмитро Іванович                  | місто Стрий                | Стрийський особливий № 76     | командир 8-го механізованого корпусу, генерал-лейтенант                        |          |
| Сарнавський Сергій Григорович            | Бірчанський район          | Бірчанський № 45              | начальник Дрогобицького обласного земельного відділу                           |          |
| Сердюк Яків Трохимович                   | Стрийський район           | Дашавський № 15               | секретар Дрогобицького обкому КП(б)У по пропаганді                             |          |
| Соколовський Петро Федорович             | Стрийський район           | Братковський № 16             | голова Стрийського райвиконкому                                                |          |
| Ткач Яків Микитович                      | Ходорівський район         | Ходорівський № 59             | 1-й секретар Дрогобицького обкому КП(б)У                                       |          |
| Ткаченко Микола Якович                   | місто Борислав             | Бориславський № 70            | голова Бориславської міської ради                                              |          |
| Франко Микола Захарович                  | Підбужський район          | Підбужський № 23              | голова сільради села Нагуєвичі Підбужського р-ну                               |          |
| Хижняк Дмитро Савелійович                | Журавнівський район        | Ляховичі-Зарічнянський № 14   | завідувач організаційного відділу Дрогобицького обкому КП(б)У                  |          |
| Хом'якевич Марія Йосипівна               | місто Самбір               | Самбірський № 69              | лікар Самбірської міської лікарні                                              |          |
| Хом'якевич Франц Васильович              | місто Дрогобич             | Дрогобицький № 65             | начальник цеху Дрогобицького нафтоперегінного заводу № 1                       |          |
| Чорнощоков Костянтин Якович              | місто Самбір               | Самбірський № 68              | голова Самбірської міської ради                                                |          |
| Чуловська Олена Йосипівна                | Ходорівський район         | Піддністрянський № 60         | вчителька школи села Піддністряни Ходорівського р-ну                           |          |
| Шишкін Федір Маркович                    | Турківський район          | Турківський № 30              | заступник голови Дрогобицького облвиконкому                                    |          |
| Щудро Пилип Данилович                    | Крукеничський район        | Крукеничський № 27            | завідувач сільськогосподарського відділу Дрогобицького обкому КП(б)У           |          |
| Яйко Олена Григорівна                    | місто Борислав             | Бориславський № 72            | помічник оператора Бориславського нафтопромислу № 2                            |          |
| Ярема Петро Гнатович                     | Журавнівський район        | Журавнівський № 13            | селянин села Новошино Журавнівського р-ну                                      |          |

9—10 січня 1941 року відбулася 1-ша сесія Дрогобицької обласної ради депутатів трудящих 1-го скликання. Головою облвиконкому обраний Леженко Данило Дмитрович, заступниками голови: Астапенко Олександр Гаврилович, Шишкін Федір Маркович та Калюжний Микола Назарович. Секретарем облвиконкому обраний Литвяк Юхим Миколайович.
Обрано Дрогобицький облвиконком у складі 17 чоловік:
1. Леженко Данило Дмитрович — голова облвиконкому.
2. Астапенко Олександр Гаврилович — 1-й заступник голови облвиконкому.
3. Шишкін Федір Маркович — заступник голови облвиконкому.
4. Калюжний Микола Назарович — заступник голови облвиконкому.
5. Литвяк Юхим Миколайович — секретар облвиконкому.
6. Ткач Яків Микитович — 1-й секретар Дрогобицького обкому КП(б)У.
7. Загородний Олексій Григорович — 2-й секретар Дрогобицького обкому КП(б)У.
8. Зачепа Іван Іванович — начальник Дрогобицького обласного управління НКВС.
9. Кригін Павло Львович — прокурор Дрогобицької області.
10. Кравець Василь Гаврилович — завідувач Дрогобицького обласного відділу народної освіти.
11. Желткевич Микола Михайлович — завідувач Дрогобицького обласного фінансового відділу.
12. Сарнавський Сергій Григорович — начальник Дрогобицького обласного земельного відділу.
13. Кравчук Іван Юрійович — завідувач Дрогобицького обласного відділу комунального господарства.
14. Попіначенко Іполіт Кіндратович — голова Дрогобицької міської ради.
15. Рябишев Дмитро Іванович — командир 8-го механізованого корпусу, генерал-лейтенант.
16. Хом'якевич Франц Васильович — начальник цеху Дрогобицького нафтоперегінного заводу № 1.
17. Яйко Олена Григорівна — помічник оператора Бориславського нафтопромислу № 2.

11 квітня 1941 року відбулася 2-га сесія обласної ради.
10 лютого 1945 року відбулася 3-тя сесія обласної ради. Головою облвиконкому залишався Леженко Данило Дмитрович. Обрані заступниками голови облвиконкому: Жолтіков Андрій Петрович, Сисоєв Георгій Іванович, Іванов-Саєнко Іван Олександрович, Сичов Петро Порфирович, Кравчук Іван Юрійович, Гриша Олександр Іванович. Секретарем облвиконкому обраний Роман Данило Петрович.
Обрано Дрогобицький облвиконком у складі 16 осіб:
1. Леженко Данило Дмитрович — голова облвиконкому.
2. Жолтіков Андрій Петрович — заступник голови облвиконкому.
3. Сисоєв Георгій Іванович — заступник голови облвиконкому.
4. Іванов-Саєнко Іван Олександрович — заступник голови облвиконкому.
5. Сичов Петро Порфирович — заступник голови облвиконкому.
6. Кравчук Іван Юрійович — заступник голови облвиконкому.
7. Гриша Олександр Іванович — заступник голови облвиконкому.
8. Роман Данило Петрович — секретар облвиконкому.
9. Олексенко Степан Антонович — 1-й секретар Дрогобицького обкому КП(б)У.
10. Горобець Іван Григорович — 2-й секретар Дрогобицького обкому КП(б)У.
11. Сабуров Олександр Миколайович — начальник Дрогобицького обласного управління НКВС.
12. Карпичев Олександр Семенович — військовий комісар Дрогобицької області.
13. Коваленко Олександр Тихонович — голова Дрогобицької обласної планової комісії.
14. Бобров Іван Іванович — голова Дрогобицької міської ради.
15. Мелешко Петро Петрович — заступник голови Миколаївського райвиконкому.
16. Гнатківська Ганна Гнатівна — вчителька із міста Стрия.

Створено 6 комісій обласної ради:
1. Бюджетна комісія: голова Кригін Павло Львович — Дрогобицький обласний прокурор. Члени: Мелешко Петро Петрович — заступник голови Миколаївського райвиконкому; Ярема Петро Гнатович — голова Новошинської сільради Журавнівського р-ну.
2. Сільськогосподарська комісія: голова Євдокименко Мусій Степанович — голова Медикського райвиконкому. Члени: Гриньків Настя Іванівна — селянка села Рибчиці Меденичського р-ну; Прокурат Марія Іванівна — селянка села Дидятичі Судово-Вишнянського р-ну.
3. Культурно-освітня комісія: голова Кравчук Іван Юрійович — заступник голови облвиконкому. Члени: Гнатківська Ганна Гнатівна — вчителька із міста Стрия; Ганущак Микола Іванович — завідувач відділу соціального забезпечення Комарнівського райвиконкому.
4. Комісія промисловості та комунального господарства: голова Заланський Костянтин Захарович — голова Стрийського міськвиконкому. Члени: Хом'якевич Франц Васильович — начальник механічного цеху Дрогобицького нафтопереробного заводу № 1; Яйко Олена Григорівна — бригадир Бориславського нафтопромислу № 8.
5. Комісія заготівель і торгівлі: голова Опанащенко Іван Ілліч — 1-й секретар Комарнівського райкому КП(б)У. Члени: Корівчак Марія Теодорівна — селянка села Коростенко Хирівського р-ну; Вайда Ганна Василівна — селянка села Лівчиці Жидачівського р-ну.
6. Комісія шляхів і зв'язку: голова Карпенко Іван Федорович — голова Дрогобицького обласного суду. Члени: Певко Андрій Дмитрович —1-й секретар Нижньо-Устрицького райкому КП(б)У; Луцик Марія Федорівна — селянка села Любинці Сколівського р-ну.

Також у засіданнях Дрогобицької обласної ради післявоєнного періоду брали участь: Бурушкін Микола Миколайович, Гордеєв Іван Іларіонович, Коваль Кася Михайлівна, Конопельський Федір Миколайович, Машталер Ганна Василівна, Михалко Федір Іванович, Осідач Константина Анівна, Соколовський Петро Федорович.
У липні 1945 року, у зв'язку з обранням завідувачем Дрогобицького обласного торговельного відділу, від обов'язків заступника голова облвиконкому увільнений Жолтіков Андрій Петрович.
15 вересня 1945 року убитий воїнами УПА заступник голови Дрогобицького облвиконкому Іванов-Саєнко Іван Олександрович.
6 квітня 1946 року на 5-й сесії обласної ради головою Дрогобицького облвиконкому замість Леженка Д. Д. обраний Кравчук Іван Юрійович. Увільнений від обов'язків заступника голови облвиконкому і члена виконкому Дрогобицької обласної ради Сисоєв Георгій Іванович. Обрані заступниками голови облвиконкому: Шматько Микита Миронович, Корнієцький Іван Платонович, Роман Данило Петрович. Секретарем облвиконкому замість Романа Д. П. обраний Котов Георгій Федорович. Членами виконкому Дрогобицької обласної ради обрані: Шматько Микита Миронович, Корнієцький Іван Платонович, Котов Георгій Федорович.
27 вересня 1946 року на 6-й сесії обласної ради від обов'язків членів виконкому Дрогобицької обласної ради увільнені: Леженко Данило Дмитрович, Жолтіков Андрій Петрович, Бобров Іван Іванович. Членом виконкому обласної ради обраний Городиський Ярослав Йосипович — голова виконкому Дрогобицької міської ради.
28 грудня 1946 року на 7-й сесії обласної ради від обов'язків заступників голови Дрогобицького облвиконкому увільнені: Сичов Петро Порфирович, Гриша Олександр Іванович. Від обов'язків члена виконкому Дрогобицької обласної ради увільнений Олексенко Степан Антонович.
12 травня 1947 року на 8-й сесії обласної ради від обов'язків заступника голови облвиконкому Дрогобицької обласної ради увільнений Шматько Микита Миронович. Заступником голови облвиконкому обраний Яворський Іван Йосипович.
15 листопада 1947 року на 10-й сесії обласної ради головою Дрогобицького облвиконкому замість Кравчука І. Ю. обраний Яворський Іван Йосипович. Заступником голови облвиконкому обраний Скульський Володимир Маркович.